# Спингли (Кентаки)
Спингли (енгл. Springlee) град је у америчкој савезној држави Кентаки.

## Демографија
По попису из 2000. године број становника је 426.
| Група             | 2000.       | 2010.    |
| Белци             | 411 (96,5%) | 0 (0,0%) |
| Афроамериканци    | 1 (0,2%)    | 0 (0,0%) |
| Азијати           | 1 (0,2%)    | 0 (0,0%) |
| Хиспаноамериканци | 6 (1,4%)    | 0 (0,0%) |
| Укупно            | 426         | 0        |